# Nyssus coloripes
Nyssus coloripes is een spinnensoort uit de familie van de loopspinnen (Corinnidae).
De wetenschappelijke naam van de soort werd in 1805 gepubliceerd door Charles Athanase Walckenaer.

## Synoniemen
- Agroeca picta L. Koch, 1873
- Supunna versicolor Simon, 1896
- Medmassa bicolor Hogg, 1900
- Supunna michaelseni Simon, 1909
- Storena variepes Rainbow, 1912
- Storena auripes Rainbow, 1916